# The Best Of, Volume 1
| Оценки критиков | Оценки критиков |
| Источник        | Оценка          |
| --------------- | --------------- |
| Allmusic        | [ 1 ]           |
| Okayplayer      | (89/100)        |
| Pitchfork Media | (8.2/10)        |

The Best Of, Volume 1 — сборник британской группы Depeche Mode, вышедший 13 ноября 2006 года. The Best Of, Volume включает в себя лучшие хиты группы за 25-летнюю карьеру. Также в сборник была включена новая композиция «Martyr», которая была записана во время работы над альбомом Playing the Angel. 30 октября 2006 года песня была выпущена в качестве сингла. В марте 2007 года вышла видеоверсия альбома, куда вошли видеоклипы Depeche Mode.

## Список композиций
1. Personal Jesus [7 Version] (Violator, 1990)
2. Just Can’t Get Enough (Speak & Spell, 1981)
3. Everything Counts [Edit] (Construction Time Again, 1983)
4. Enjoy the Silence [7 Version]" (Violator, 1990)
5. Shake the Disease (The Singles 81>85, 1985)
6. See You (A Broken Frame, 1982)
7. It’s No Good (Ultra, 1997)
8. Strangelove [Single Version] (Music for the Masses, 1987)
9. Suffer Well (Playing the Angel, 2005)
10. Dream On [Single Version] (Exciter, 2001)
11. People Are People (Some Great Reward, 1984)
12. Martyr (The Best Of, Volume 1, 2006) — new song
13. Walking In My Shoes [Seven Inch Mix] (Songs of Faith and Devotion, 1993)
14. I Feel You (Songs of Faith and Devotion, 1993)
15. Precious (Playing the Angel, 2005)
16. Master and Servant [Edit] (Some Great Reward, 1984)
17. New Life (Speak & Spell, 1981)
18. Never Let Me Down Again [Single Version] (Music for the Masses, 1987)

## Бонус-треки (iTunes-версия)
1. «Personal Jesus» (Boys Noize Classic Mix)
2. «Never Let Me Down Again» (Digitalism Remix)
3. «Everything Counts» (Oliver Huntemann & Stephan Bodzin Dub)
4. «People Are People» (Underground Resistance Mix)
5. «Personal Jesus» (Heartthrob Mix)

## Чарты
| Конец года (2007) | Позиция |
| ----------------- | ------- |
| Германия          | 39      |

### Сертификация
| Страна    | Сертификация |
| --------- | ------------ |
| Бельгия   | Платиновая   |
| Германия  | 2×Платиновая |
| Ирландия  | Золотая      |
| Италия    | Золотая      |
| Испания   | Золотая      |
| Швейцария | Золотая      |
| США       | Золотая      |